# Hostal Terminus
El Hostal Términus es un edificio de Palma (Mallorca, Islas Baleares) construido en 1913 y dedicado a la hostelería y la restauración entre 1914 y 2019.
Ha sido uno de los establecimientos más céntricos y populares de la ciudad gracias a su ubicación, en la Plaza de España de la ciudad. Junto con el Gran Hotel (1903) es uno de los edificios más antiguos de la ciudad dedicados a la hostelería y restauración que se conservan. También uno de los más duraderos, ya que funcionó sin interrupción durante más de un siglo.

## Historia

### Inauguración y primeros años
Construido en 1913 (así se lee en su fachada principal) fue inaugurado como hotel y restaurante el 23 de mayo de 1914 con el nombre de Hotel Ferrocarril para dar servicio a los viajeros del tren pero también al turismo, entonces incipiente, aprovechando su privilegiado emplazamiento en la ciudad. Fue impulsado por Ferrocarriles de Mallorca, empresa ferroviaria que construía y gestionaba la red ferroviaria de la isla desde 1875. El edificio fue concebido como parte del complejo de instalaciones dedicadas al ferrocarril de la ciudad entre estaciones, hangares, talleres, oficinas, etc., hoy sustituidos en gran parte por el Parque de las Estaciones. De hecho, el Terminus es uno de los edificios supervivientes del complejo ferroviario inicial.
Cuando fue inaugurado como hotel y restaurante disfrutaba de todos los adelantos y comodidades del momento, sin ser un establecimiento de lujo. Disfrutaba de 20 habitaciones con agua corriente, electricidad y baño propio; el restaurante disfrutaba de 80 plazas (ampliables a 200 en cenas de grupo); y aparte, el local contaba con sala de lectura y teléfono. En 1930 cambia su nombre por Hotel Terminus para evitar la confusión con el establecimiento homónimo de Sóller gestionado por la misma compañía. Desde que fue inaugurado fue arrendado a particulares para que lo explotasen como hotel, aunque fue la cafetería lo que llegó a ser el punto más emblemático del edificio.
Inicialmente fue muy frecuentado, siendo sede de todo tipo de actos y celebraciones, especialmente cenas (bodas, bautizos, comuniones, cenas de amigos y empresa, etc.), aparte de funcionar como hotel. Durante la Guerra Civil incorporó un refugio subterráneo y el 31 de agosto de 1939 incorporó un cuerpo anexo al edificio original para ampliar el restaurante más una terraza descubierta, delante de la Plaza de España, eliminada en 1975 al retroceder las aceras de la plaza.

### Decadencia
Gradualmente, la sustitución del ferrocarril por el coche privado hizo que la ocupación del hotel fuera menguando y, con ello, el mantenimiento del edificio. Esto, sumado al aumento de la oferta hotelera, hizo que quedara obsoleto. En 1970 cambió la categoría de hotel por la de hostal, denominación con la que sería conocido hasta el final.
Con el cierre definitivo del ferrocarril en 1977 (se mantuvo la línea Palma-Inca para mercancías, pero no para pasajeros) el Terminus continuó abierto; eso sí, con un servicio hotelero anticuado y obsoleto, mientras el restaurante todavía se mantenía como un lugar popular. En 1994 el edificio es traspasado a Servicios Ferroviarios de Mallorca, empresa pública dependiente del Gobierno de las Islas Baleares, que gestionaría desde entonces las instalaciones y competencias del transporte ferroviario en Mallorca, entre les que se encontraba el edificio. No obstante, no hubo cambios en el funcionamiento del hostal.
El 22 de marzo de 2007 fue declarado Bien Catalogado por el Consejo de Mallorca, así como el resto de edificios de las estaciones que todavía continuaban de pie, y la construcción de la Estación Intermodal no lo afectó. Esto le permitió mantener inalterada su fisonomía y estructura hasta el final.

### Cierre y reforma
A pesar de la decadencia continuó abierto hasta enero de 2019, cuando caducó la concesión de sus últimos arrendatarios. Desde entonces permaneció cerrado varios años mientras se decidía su futuro (como Bien Catalogado no podía ser derribado ni transformado sustancialmente). Mientras tanto, la asociación ARCA Patrimonio se encargó de recuperar de su interior aquellos objetos de valor que quedaban en el edificio para evitar su pérdida, además de destacar el valor patrimonial del edificio, entonces muy degradado.
En septiembre de 2022 se anunció el proyecto de rehabilitación del edificio, con el objetivo de trasladar las oficinas centrales de SFM y transformarlo en un centro social y cultural, abandonando su papel hotelero original, pero manteniendo el servicio de restaurante y conservando los valores patrimoniales del edificio.  Con todo, las obras no empezarían hasta febrero de 2024.